# 赛金刚
赛金刚（学名：Hemsleya changningensis）为葫芦科雪胆属下的一个种。

## 扩展阅读
- 維基物種上的相關：赛金刚